# Diomsogui
Diomsogui est une localité située dans le département de Kelbo de la province du Soum dans la région Sahel au Burkina Faso.

## Démographie
| 2003  | 2006  | 2012 |
| ----- | ----- | ---- |
| 2 404 | 2 695 | -    |

## Santé et éducation
Le centre de soins le plus proche de Diomsogui est le centre de santé et de promotion sociale (CSPS) de Kelbo tandis que le centre médical avec antenne chirurgicale (CMA) se trouve à Djibo.
Le village possède une école primaire publique et une école coranique.